# Óscar Alberto Pérez

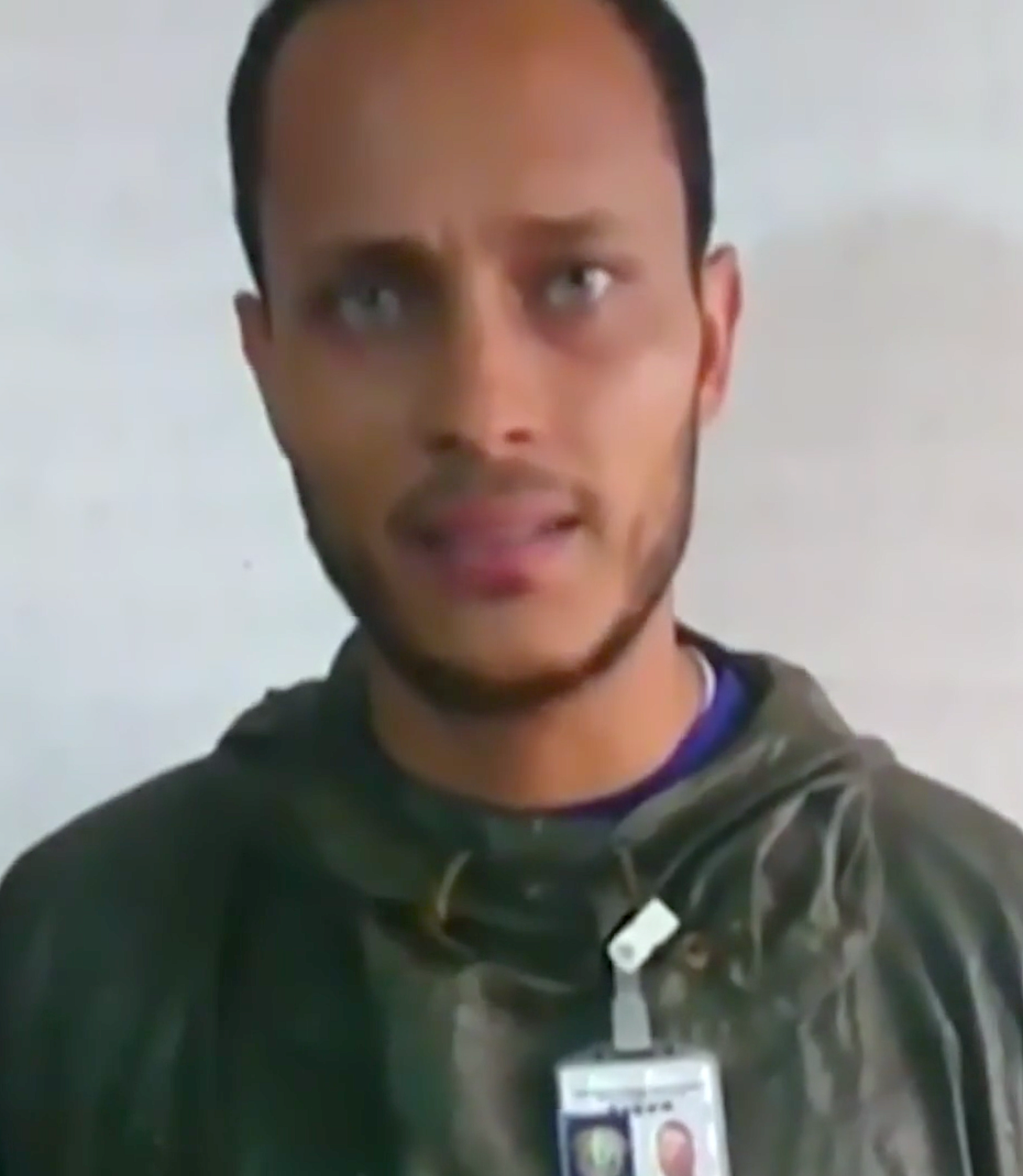
Óscar Alberto Pérez (2018)

Óscar Alberto Pérez (* 7. April 1981 in Caracas; † 15. Januar 2018 ebenda) war ein venezolanischer Polizist und militanter Kämpfer gegen die
Regierung des venezolanischen Präsidenten Nicolás Maduro. Bekannt wurde er durch einen Hubschrauber-Angriff am 27. Juni 2017 unter anderem auf das Innenministerium Venezuelas. Eine weitere bekannte Aktion war die Operation Genesis, bei der durch ein Täuschungsmanöver Waffen von einem Posten der Nationalgarde entnommen werden konnten.
Seine Gruppe wurde in dem bergigen Stadtteil von Caracas El Junquito von Sicherheitskräften gestellt und vor Ort exekutiert. Die ehemalige Staatsanwältin Luisa Ortega Díaz übergab zugehörige Dokumente dem Internationalen Strafgerichtshof.